# Doris Stevenson
Doris J. Stevenson (* im 20. Jahrhundert) ist eine US-amerikanische Pianistin und Musikpädagogin.

## Leben
Stevenson studierte zunächst an der Arizona State University, wo sie 1967 den Bachelor of Music erlangte. Danach setzte sie ihre Studien an der University of Southern California fort und schloss dort 1969 mit dem Master of Music ab.
Stevenson wurde zu Beginn ihrer Laufbahn von Jascha Heifetz und von Gregor Piatigorsky zu Kammerkonzerten eingeladen und trat auch mit Ruggiero Ricci und Paul Tortelier auf. Zu ihren musikalischen Partnern zählten auch die Cellisten André Navarra, Leslie Parnas und Gary Hoffman, die Geiger Charles Castleman und Elmar Olivera, die Bratschisten Walter Trampler und Paul Neubauer sowie die Sängerinnen Kaaren Erickson und Catherine Malfitano. Als Solistin konzertierte sie mit dem Boston Pops Orchestra und spielte in der Carnegie Hall und der Alice Tully Hall in New York, im Kennedy Center in Washington, in der Salle Pleyel in Paris, in der Sala de Musica Arango in Bogota und in der Suntory Hall in Tokio.
Sie wirkte als Pianistin an den Cello-Meisterkursen Piatigorskys mit und gibt für die Piatigorsky Foundation in jeder Saison zwanzig Konzerte in Schulen, Bibliotheken, Gefängnissen und abgelegenen Gemeinden. Als Mitbegründerin des Sitka Summer Music Festival in Alaska tourte sie durch den gesamten Bundesstaat mit Auftritten vor den Einwohnern auch kleiner Gemeinden.
Das besondere Interesse Stevensons gilt der zeitgenössischen Musik, und sie spielte bei Konzerten die Werke von mehr als zwanzig lebenden Komponisten. Sie war die erste Frau, die Frederic Rzewskis Stück De Profundis für einen sprechenden Pianisten aufführte, und nahm auf CD Hauptwerke von David Kechley und Ileana Velazquez-Perez auf. Sie unterrichtete zehn Jahre an der University of Southern California und ist seit 1987 Artist in Residence am Williams College.

## Diskographie
- The Romantic Cello (mit Jeffrey Solow), 1975
- Chopin – The Complete Works For Cello & Piano (mit Nathaniel Rosen), 1976
- Robert Schumann – The Complete Works For Cello And Piano (mit Nathaniel Rosen), 1976
- Vocalise (mit Jeffrey Solow), 1982
- Bravura Variations on Alaska's Flag Song and other favorites (mit Paul Rosenthal), 1983
- Orientale Romantic Music For Cello (mit Nathaniel Rosen), 1991
- Reverie – Romantic Music For Quiet Times (mit Nathaniel Rosen), 1996
- Schostakowitsch Sonatas (mit Nathaniel Rosen), 2006
- Tschaikowski: Trio in A Minor, Op. 50; D'Indy: Violin Sonata in C Major, Op. 59 (mit Jeffrey Solow, Henri Temianka), 2006
- Seven World Premieres (mit Carlos Prieto), 2010
- At the Dragon's Gate: Works by David Kechley (mit Joanna Kurkowicz, Nathaniel Parke), 2021